# Hans Magnus Fajerson
Hans Magnus Fajerson, född 14 november 1928 i Härnösand, död 8 juli 2012 i Frankrike, var en svensk företagsledare och entreprenör inom hälso- och sjukvård.
Fajerson blev politices magister 1951 och juris kandidat 1956. Han var sekreterare i Svenska bankföreningen 1952, i Saco 1954–57 och redaktör för Saco-tidningen 1956–57. Han anställdes vid Sveriges läkarförbund 1958, var verkställande direktör för AB Socialmedicinsk tidskrift 1958–70, Läkartjänst AB 1959–76, Läkarhus AB 1961–76, Tandläkartjänst AB 1965–76 och Praktikertjänst AB 1967–76. 
Fajerson var ordförande i Sveriges samhällsvetarförbund 1959–60, vice ordförande Sveriges praktiserande läkares arbetsgivarförening 1964, ordförande 1973–76, ledamot av överstyrelsen för Handelns arbetsgivareorganisation 1964–76, ledamot av läkarvårdsdelegationen 1974–75, styrelseledamot i Investment AB Collector 1976–81, i Industri AB Euroc 1976–81 och vice ordförande i Förvaltnings AB Laverna 1981–85. 
Fajerson flyttade utomlands tillsammans med sin hustru efter pensioneringen, först till England och sedan till Frankrike.